# Az ostobenkó kurva videó készlet (South Park)
Az ostobenkó kurva videó készlet (Stupid Spoiled Whore Video Playset) a South Park című animációs sorozat 123. része (a 8. évad 12. epizódja). Elsőként 2004. december 1-jén sugározták az Egyesült Államokban.
A történet szerint a South Park-i lányok követni kezdik a Paris Hilton által népszerűsített életstílust, aki eközben szemet vet a gyanútlan Butters Stotch-ra...

## Cselekmény
|  | Alább a cselekmény részletei következnek! |

A helyi bevásárlóközpontban kisebb tömeg gyűlik össze, ahol Paris Hilton megnyitja az új „Ostobenkó kurva” nevű divatáru üzletét. Az összes lány bálványozza Parist – kivéve Wendy Testaburger. Amikor Paris elhajt a limuzinjában, az ölebe, Tinkerbell depresszió miatt öngyilkos lesz, de a sofőr nem tűnik túl meglepettnek.
Később Wendy meglátogatja a barátait és felfedezi náluk az ostobenkó kurva videó készletet, amely egy videókamerát, éjszakai szűrőket, játékpénzt, elhagyható mobiltelefont és 16 adag ecstasyt tartalmaz. Ezalatt Paris a kutyáját siratja, de hirtelen meglátja Butters-t, akit beöltöztet medvének és „Brumi” néven az új „házikedvencévé” teszi.
Wendy csellel ráveszi apját, hogy elmenjen a boltba, aki meghökken az ott látottaktól. Azonban hamar megváltozik a véleménye és elfogadja az üzletet. Bebe partit szervez, de Wendyt nem hívja meg, mert nem elég feslett és túlságosan jó tanuló. Bebe ehelyett a South Park-i fiúkat hívja el a bulira – kivéve Eric Cartmant, aki mindent megtesz azért, hogy elhívják, és nagyon zokon veszi a visszautasítást.
Butters bemutatja Parist a szüleinek, akik azt hiszik, ő az új barátnője. Paris 200 millió dollárért meg akarja venni Butterst, de a szülei ezt elutasítják – 250 millió dollárért azonban hajlandóak üzletet kötni. A limuzinban Butters megtalálja a korábbi kiskedvencek fotóalbumát, amelyek a képek tanúsága szerint mindannyian öngyilkosok lettek (az egyikük egy vízzel teli fürdőkádban fekve vágta fel az ereit, akárcsak Frank Pentangeli A keresztapa II.-ben).
Ezalatt Bebe buliján a fiúk folyamatosan próbálnak elmenekülni a lányok elől, Cartman viszont éppen, hogy be akar osonni a házba, de visszautasítják. Wendy tanácsot kér Mr. Furkótól, hogy olyan fesletté válhasson, mint a többiek. Mr. Furkó felvilágosítja, hogy ezt nem lehet és nem is szabad megtanulni, ezután gyorsan véget vet a bulinak. Butters elszökik Paristól és elbújik a partin, Paris és Mr. Furkó pedig vitatkozni kezd. Úgy határoznak, hogy egy párbaj dönti majd el, ki a nagyobb ribanc kettejük közül. Paris a versenyen több sikamlós műsorszámot is előad. Mr. Furkó erre válaszul hirtelen felugrik a levegőbe, egyenesen rá Paris fejére, majd belepréseli a végbelébe. A tömeg elámul ezen és tapsolni kezd, de Mr. Furkó csendre inti őket. Ezután elmond egy szenvedélyes hangú beszédet, mely szerint a szülők felelőssége, hogy gyermekeik jobb példaképeket találjanak Paris Hiltonnál.
Bebe és a többi lány bocsánatot kér Wendytől, Butters szülei pedig rendkívül dühösek, mert szerintük Butters elrontotta az üzletet. Eközben Mr. Furkó testében Paris találkozik A tolerancia haláltábora, avagy mit csinál egy egér a seggben című epizódból már ismert békakirállyal.